# リベラルタ
リベラルタ(Riberalta)は、ボリビアのベニ県の北部にある都市である。アマゾン川の流域にあり、ブラジル国境にごく近い。人口8万人ほど。

## 来歴
1908年頃、ペルーから日本人が50～150人程度の規模で移住してきた。当時、天然ゴムの需要が高く、日本人移住者の多くはゴム採集またはゴム工場建設の労働に就いた。最盛期では千人以上の日本人がリベラルタとその周辺に居住していたとされる。
しかし、天然ゴムの需要低下とともに町の繁栄は下降線をたどった。また、第二次世界大戦によって、連合国側であったボリビア内での日本人の立場が悪くなったこともあり、いわゆる日本人社会は急速に縮小した。
現在は、日本人の顔立ちをした人や、日本の（と思われる）名字を持つ人は少なくないが、日本語を話し日本人の風習で生活する人はごく少ない。この点は、同じボリビアの日本人移住地であるオキナワ移住区やサンフアン・デ・ヤパカニ移住区とは大きく異なる。オキナワやサンフアン・デ・ヤパカニは、戦後移住した人たちが作った村であること、日本政府の積極的な援助があったこと、取り組んだ農業が成功しボリビアの農業生産に大きく貢献していることなどから、日本人としてのアイデンティティを持って生活している日系人が多くいるのである。
現在リベラルタに住む日系人は、肉体労働者や家政婦が多く専門職が少ない。このため、経済的に恵まれていない人が多い。
日本が高度経済成長した後は、リベラルタの日系人の多くが日本へいわゆる出稼ぎに行った。第二次世界大戦の混乱期に日系人であることを証明できるものを失ってしまった人も多くいたが、証明することができた人は工場などでの単純労働も可能であるので、なんとか渡航費用を工面して働きに行った。
日本で数年働いてお金を貯め、リベラルタに戻ってラジオ局を開設した人もいるという。
近年は、国際協力機構（旧国際協力事業団, JICA）の援助も多く入り、青年海外協力隊や日系社会シニアボランティアなどが日本語教育などの活動を行なっている。
また、1999年に日本ボリビア文化協会が日本人移住100周年記念の日本祭を開催するなど、日系人としての行動の機運が高まってきている。

## 気候
| リベラルタの気候          | リベラルタの気候 | リベラルタの気候 | リベラルタの気候 | リベラルタの気候 | リベラルタの気候 | リベラルタの気候 | リベラルタの気候 | リベラルタの気候 | リベラルタの気候 | リベラルタの気候 | リベラルタの気候 | リベラルタの気候 | リベラルタの気候 |
| 月                        | 1月              | 2月              | 3月              | 4月              | 5月              | 6月              | 7月              | 8月              | 9月              | 10月             | 11月             | 12月             | 年               |
| ------------------------- | ---------------- | ---------------- | ---------------- | ---------------- | ---------------- | ---------------- | ---------------- | ---------------- | ---------------- | ---------------- | ---------------- | ---------------- | ---------------- |
| 平均最高気温 °C （°F）    | 32 (90)          | 32 (90)          | 31 (88)          | 32 (90)          | 32 (90)          | 31 (88)          | 33 (91)          | 34 (93)          | 35 (95)          | 34 (93)          | 33 (91)          | 32 (90)          | 33 (91)          |
| 平均最低気温 °C （°F）    | 23 (73)          | 23 (73)          | 23 (73)          | 23 (73)          | 22 (72)          | 20 (68)          | 19 (66)          | 21 (70)          | 22 (72)          | 23 (73)          | 23 (73)          | 23 (73)          | 22 (72)          |
| 降水量 mm （inch）        | 264 (10.39)      | 252 (9.92)       | 258 (10.16)      | 152 (5.98)       | 87 (3.43)        | 31 (1.22)        | 19 (0.75)        | 22 (0.87)        | 71 (2.8)         | 153 (6.02)       | 178 (7.01)       | 253 (9.96)       | 1,740 (68.5)     |
| 平均降水日数              | 20               | 19               | 20               | 14               | 9                | 5                | 4                | 4                | 7                | 12               | 15               | 19               | 148              |
| 出典：World Climate Guide |                  |                  |                  |                  |                  |                  |                  |                  |                  |                  |                  |                  |                  |